# Gasthof Zum Schwarzen Adler (Marktsteft)

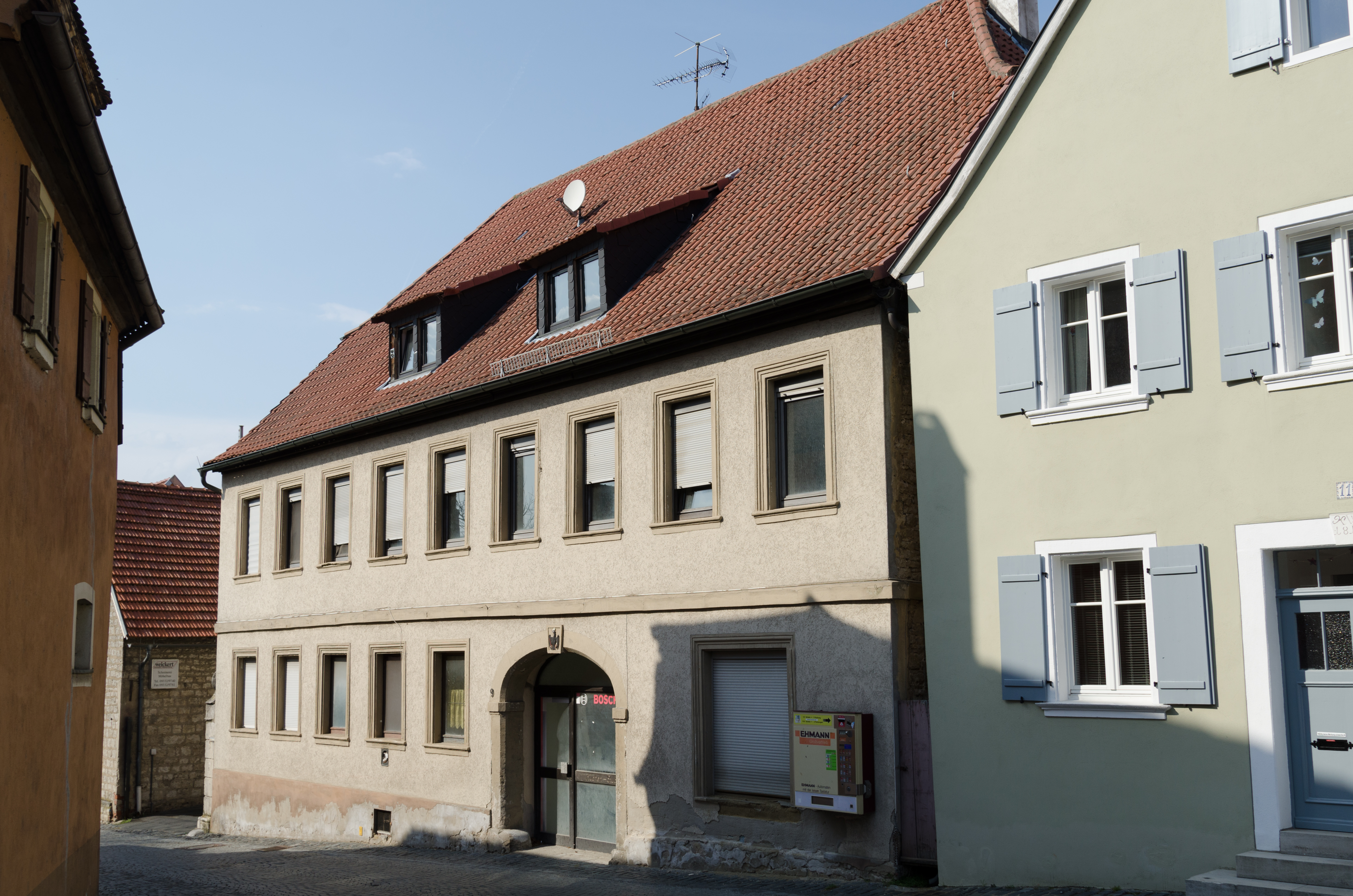
Ehemaliges Gasthaus in Marktsteft

Der ehemalige Gasthof Zum Schwarzen Adler (Adresse Hauptstraße 9, früher Hausnummer 133) ist ein denkmalgeschütztes Gebäude in der unterfränkischen Stadt Marktsteft. 

## Geschichte
Der Gasthof „Zum Schwarzen Adler“ ist das älteste der Marktstefter Gasthäuser. Es bestand bereits vor dem Dreißigjährigen Krieg als sogenannte Erbschenkstatt. Während des Krieges war das Anwesen lange Zeit leerstehend. Als sich 1688 immer noch kein neuer Wirt für den „Adler“ gefunden hatte, handelte die Regierung der Markgrafen von Brandenburg-Ansbach. Sie verlieh dem aus Mainbernheim stammenden Bürger Simon Radolph die Schankprivilegien. Radolph betrieb die Gastwirtschaft aber zeitweise in einem anderen Haus im Ort.
Nach Radolphs Tod 1680 heiratete seine Witwe Eva Dorothea, geborene Herboldt, erneut. So gelangte der castellische Vogt Anton Alexander Lipß in den Besitz des „Adlers“. Lipß gelang es, seine Tochter Katharina Dorothea mit dem Fahnenschmied Matthäus Neeser zu vermählen. 1750 erwarb der Wirt Johann Peter Fischer das Haus und mit ihm die Erbschenkstätte. Das Anwesen blieb einige Jahrzehnte im Besitz der Familie Fischer, ehe 1795 Johann Martin Manger den Betrieb übernahm. Mangers Witwe musste 1799 Konkurs anmelden.
Erstmals beschrieben wurde das heutige Gebäude des Gasthofes in einer Güterbeschreibung des Jahres 1799. Da mit dem Schankrecht auch die Braugerechtigkeit verbunden war, bestand unterhalb des Gebäudes ein ausgedehnter Bierkeller. Das Haus war umgeben von mehreren Stallungen, weil die Wirte neben ihrem Betrieb auch Viehhaltung betrieben und ausgedehnte Feld- und Waldflächen bewirtschafteten. Der jeweilige Wirt des „Adlers“ gehörte zu den reicheren Bewohnern des inzwischen zum Marktort erhobenen Marktsteft.
Die Brauerei in den Räumlichkeiten expandierte im 19. Jahrhundert immer weiter. 1854 belieferte der „Adler“-Wirt Gasthäuser in Bullenheim, Eibelstadt, Hemmersheim, Herrnberchtheim, Hüttenheim, Marktbreit, Michelfeld, Obernbreit, Rödelsee, Rodheim, Sulzfeld, Tiefenstockheim, Winterhausen, Willanzheim und Würzburg. 1918 verzichtete der damalige Besitzer Frühwald auf das Braurecht und verkaufte sein Malzkontingent an die Brauerei Kesselring. Ein Jahr später übernahm der Metzger Karl Ranninger das Gasthaus und ergänzte es um eine Metzgerei.

## Beschreibung
Das ehemalige Gasthaus wird heute vom Bayerischen Landesamt für Denkmalpflege als Baudenkmal eingeordnet. Es ist Teil des Ensembles Ortskern Marktsteft mit Hafensiedlung; untertägige Überreste von Vorgängerbauten sind als Bodendenkmal vermerkt. Das Haus präsentiert sich als zweigeschossiger Traufseitbau aus dem 18. Jahrhundert. Es schließt mit einem in Franken häufig verwendeten Halbwalmdach ab. Die Gliederung wird lediglich durch ein Geschossgesims geleistet. Das Zentrum der Fassade bildet eine Tordurchfahrt. Der Schlussstein mit dem Adler verweist auf den Namen der Wirtschaft.